# ثخن النهايات
ثخن النهايات وهو اعتلال جلدي مرتبط بداء غريفز. يتميز هذا المرض بتورم الأنسجة الرخوة في اليدين وتعجر الأصابع. غالبًا ما يُظهر التصوير الشعاعي للأطراف المصابة التهاب السمحاق، وعادةً ما يكون في عظام المشط.
السبب الدقيق لهذا المرض غير معروف، ولكن يُعتقد أنه ناتج عن الأجسام المضادة المحفزة المتورطة في الفيزيولوجيا المرضية لفرط نشاط الغدة الدرقية في داء غريفز. لا يوجد علاج فعال لثخن النهايات.
ترتبط هذه الحالة ارتباطًا وثيقًا بداء غريفز ومظاهره الأخرى، مثل اعتلال العين المنسوب لغريفز واعتلال الجلد الدرقي. قد يرتبط ثخن النهايات الوراثي، المعروف أيضًا باسم "تعجر الأصابع الخلقي المعزول"، بHPGD.